# Legió X Fretensis

L'imperi Romà l'any 125. Es pot veure la Legió X Fretensis a Jerusalem

La Legió X Fretensis va ser una legió romana creada per Octavi l'any 40 o 41 per lluitar a la guerra de Sicília contra Sext Pompeu Pius, que s'havia fet fort a l'illa de Sicília i impedia el subministrament a la ciutat de Roma.
El cognomen Fretensis, segons Theodor Mommsen, el portava perquè la seva funció era vigilar l'estret de Messina (fretum vol dir 'canal', 'estret').
L'any 31 aC la legió va lluitar en la batalla d'Àccium, on Octavi va derrotar Marc Antoni. La X Fretensis va ser destinada a Cremona, i després breument als Balcans. L'any 6 està documentada a Síria, però no se sap quan hi va anar. Algunes de les seves unitats eren a Cir, una ciutat de Síria, on controlaven la ruta que anava de l'Eufrates fins a Alexandria. Segons Tàcit, la legió era en aquella ciutat l'any 18.
La Legió X Fretensis juntament amb la III Gallica, la VI Ferrata i la XII Fulminata  van ser mobilitzades pel governador de Síria Quirini per lluitar contra la rebel·lió d'Arquelau de Judea. Sota l'emperador Neró, la legió va participar en les campanyes de Gneu Domici Corbuló contra l'Imperi Part. La legió va ser una de les que van ocupar les ciutats d'Artàxata i Tigranocerta entre els anys 58 i 59.
La legió va participar activament a la Primera Guerra Judeo-romana entre els anys 66 i 73, comandada pel futur emperador Vespasià, que dirigia totes les forces romanes estacionades a Judea. Després del primer any de guerra, la X Fretensis i la V Macedonica es van instal·lar a Cesarea de Palestina. Després de l'ocupació de Gamala, la X Fretensis va ser destinada a Escitòpolis. L'estiu de l'any 68, la legió va atacar i destruir el monestir de Qumram, on s'han trobat els Manuscrits de la mar Morta, i es va instal·lar a Jericó.
L'any 70 la legió va participar al setge de Jerusalem. El camp general dels romans es va establir prop de la torre Psefina amb la Legió V Macedònica, Legió XII Fulminata i la Legió XV Apollinaris a l'oest mentre que la Legió X Fretensis va acampar prop del mont de les Oliveres a l'est. Una vegada ocupada la ciutat, la X Fretensis va formar part de la seva guarnició durant almenys un segle i mig. L'emblema de la legió, un senglar (o un porc), visible des de tots els punts de la ciutat, era un escarni pels jueus. La legió estava comandada directament pel governador de la ciutat, que tenia també el càrrec de legat. El campament sembla que es va instal·lar a l'Èlia Capitolina.
Després de participar en les guerres contra els parts que va organitzar Trajà, la X Fretensis va intervenir directament contra la revolta de Bar Kokhebà. Hadrià va intentar erradicar el judaisme i per evitar les revoltes va prohibir la Torà, el calendari hebreu, va executar els prominents savis jueus i va cremar les escriptures sagrades. A més en el lloc de l'antic temple destruït, hi va instal·lar dues estàtues, una de Júpiter, i l'altre d'ell mateix. En un intent d'esborrar tota la memòria de Judea o “Antic Israel”, es va suprimir aquell nom del mapa i es va substituir per Síria Palestina. Des de llavors, la terra ha estat anomenada "Palestina", i va eliminar la paraula «Judea» i l'antic nom de «Canaan». Ximon bar Kokhebà va organitzar una rebel·lió dels jueus i va aconseguir de mantenir un estat jueu independent durant tres anys.
La guerra va finalitzar quan l'exèrcit romà comandat per Sext Juli Sever, va reconquetir Jerusalem. Per la inseguretat de la regió la X Fretensis va ser recolzada per una segona legió, la VI Ferrata, que es va instal·lar a Lajjun.
Una vexillatio de la X Fretensis va lluitar amb Marc Aureli a la campanya contra els marcomans. L'any 193, la legió va recolzar Pescenni Níger contra Septimi Sever. Quan eren emperadors Caracal·la i Elagàbal la legió encara era a Jerusalem, i en temps de Gal·liè va anar a lluitar contra l'Imperi de les Gàl·lies.
Va ser destinada a Àqaba, un port de la mar Roja, segurament amb les reformes de Dioclecià, i segons la Notitia Dignitatum encara era allà cap a l'any 390, comandada per l'anomenat Dux Palestinae.